# Lista de recordes de bilheteria estabelecidos por Avengers: Endgame

O logotipo oficial do filme.

Avengers: Endgame é o quarto filme dos Vingadores e o vigésimo segundo filme do Universo Cinematográfico Marvel (UCM), lançado sete anos após o primeiro filme dos Avengers e onze anos após o primeiro filme do UCM. Dirigido por Anthony e Joe Russo, o filme apresenta um ensemble cast de atores reprisando seus papéis de filmes anteriores do UCM.
Endgame foi lançado em abril de 2019 e quebrou vários recordes de bilheteria em vários mercados. Em todo o mundo, ele estabeleceu o recorde de filme de maior bilheteria de todos os tempos, a maior arrecadação de fim de semana de abertura, e a arrecadação cumulativa mais rápida de 2,5 bilhões de dólares. Em seu mercado doméstico dos Estados Unidos e Canadá, bateu recordes para o fim de semana de abertura de maior bilheteria, dia único, sexta-feira, sábado, e domingo, bem como o faturamento acumulado mais rápido chega a 650 milhões de dólares. Em outros lugares, tornou-se o filme de maior bilheteria de todos os tempos em vários mercados, incluindo Brasil, Chile e Tailândia, estabeleceu o recorde de maior bilheteria de abertura em mais de 40 mercados, incluindo Austrália, Brasil, China, Egito, México, e Reino Unido, e estabeleceu vários recordes de IMAX em 50 mercados diferentes em todos os seis continentes habitáveis. Muitos dos recordes do filme estão listados abaixo. Os dados sobre o recorde anterior e os recordes que já foram ultrapassados são apresentados quando disponíveis e aplicáveis. Todas as receitas brutas são expressas em dólares americanos não ajustados, exceto onde indicado de outra forma.

## Mundialmente
Em todo o mundo, Endgame arrecadou mais rápido do que qualquer filme já lançado. Ele também estabeleceu recordes para o fim de semana de abertura de maior bilheteria no total, bem como nos formatos IMAX e 3D.
| Recorde                                              | Número            | Detentor anterior do recorde                  | Superado por               | Notas |
| ---------------------------------------------------- | ----------------- | --------------------------------------------- | -------------------------- | --- |
| Filme de maior bilheteria                            | US$ 2,797 bilhões | Avatar – US$ 2,789 bilhões                    | Avatar – US$ 2,847 bilhões | Endgame se tornou o filme de maior bilheteria da história em 21 de julho de 2019, após 89 dias de lançamento, e se tornou o segundo filme de maior bilheteria em todo o mundo 12 dias após seu lançamento inicial. Avatar recuperou o recorde em março de 2021, após um relançamento na China. |
| Filme de super-herói de maior bilheteria             | US$ 2,797 bilhões | Avengers: Infinity War – US$ 2,044 bilhões    | —                          | |
| Mais rápido a faturar US$ 500 milhões                | 3 dias            | Avengers: Infinity War – 5 dias               | —                          | |
| Mais rápido a faturar US$ 1 bilhão                   | 5 dias            | Avengers: Infinity War – 11 dias              | —                          | |
| Mais rápido a faturar US$ 1,5 bilhão                 | 8 dias            | Avengers: Infinity War – 18 dias              | —                          | |
| Mais rápido a faturar US$ 2 bilhões                  | 11 dias           | Avatar – 47 dias                              | —                          | |
| Mais rápido a faturar US$ 2,5 bilhões                | 20 dias           | Avatar – 72 dias                              | —                          | Endgame foi lançado em 24 de abril de 2019, e o valor bruto em 13 de maio de 2019 era de US$ 1,747 bilhão fora dos Estados Unidos e Canadá e US$ 728,4 milhões nos Estados Unidos e Canadá, para um total bruto mundial de US$ 2,503 bilhões. Avatar foi lançado em 16 de dezembro de 2009. Fora dos Estados Unidos e Canadá, o valor bruto foi de US$ 1,839 bilhão em 28 de fevereiro de 2010 e o bruto do fim de semana de 26 a 28 de fevereiro de 2010 foi de US$ 30,6 milhões, resultando em um total de US$ 1.808,4 milhões em 25 de fevereiro de 2010. Somando a isso, o valor bruto dos Estados Unidos e Canadá de US$ 692,9 milhões em 25 de fevereiro de 2010, resultam em um valor bruto mundial de US$ 2,501 bilhões em 25 de fevereiro de 2010. |
| Maior final de semana de abertura                    | US$ 1,223 bilhão  | Avengers: Infinity War – US$ 640 milhões      | —                          | |
| Maior final de semana de abertura de IMAX            | US$ 91,5 milhões  | Star Wars: The Force Awakens – US$ 48 milhões | —                          | |
| Maior segundo final de semana de IMAX                | US$ 36,7 milhões  | —                                             | —                          | |
| Maior final de semana de abertura de 3D              | US$ 540 milhões   | Avengers: Infinity War – US$ 366 milhões      | —                          | |
| Maior bilheteria de um lançamento original / inicial | US$ 2,75 bilhões  | Avatar – US$ 2,749 bilhões                    | —                          | |
| Filme de maior bilheteria de 2019                    | US$ 2,797 bilhões | —                                             | —                          | |

## Estados Unidos e Canadá

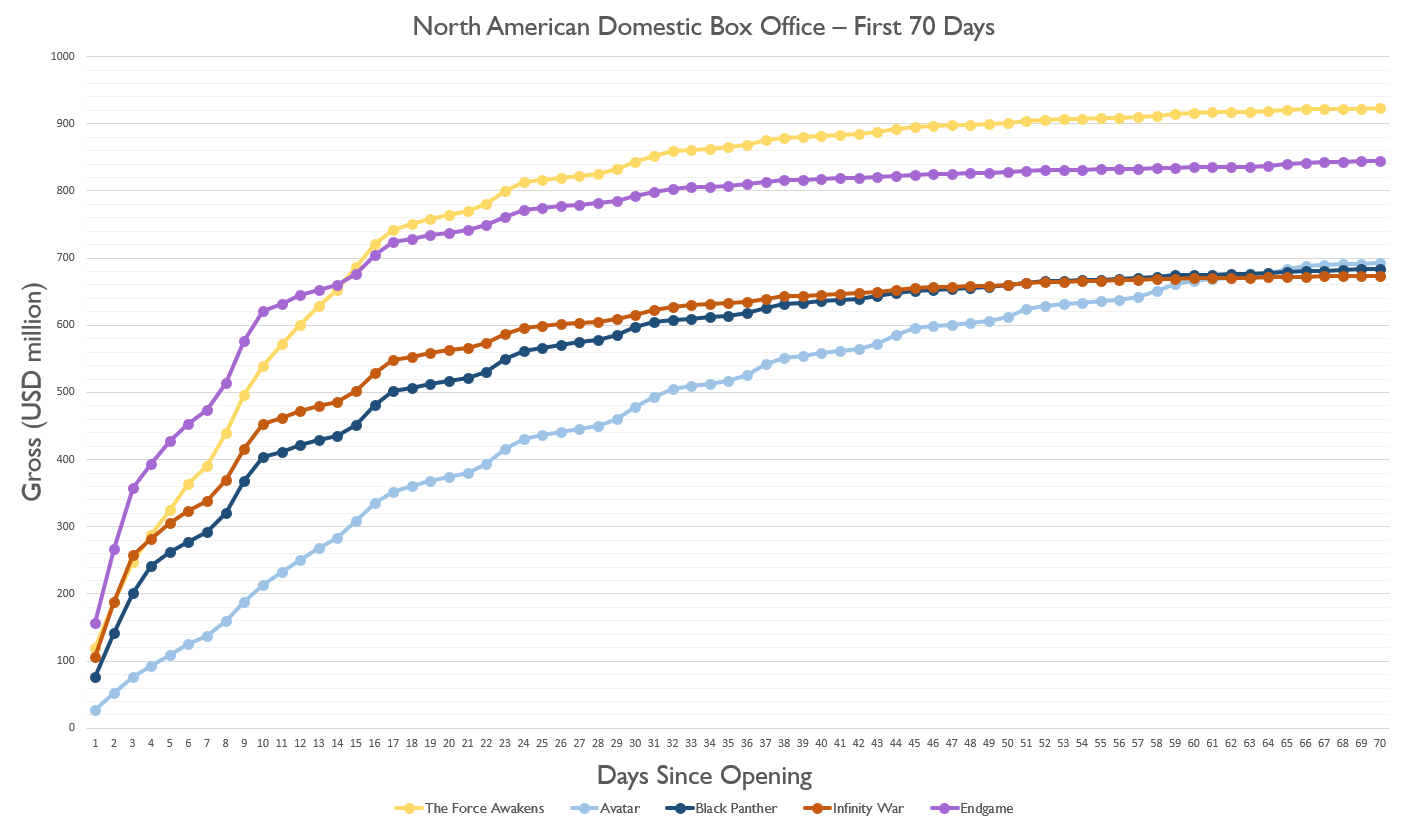
Gráfico da bilheteria norte-americana de Avengers: Endgame contra os quatro filmes de maior bilheteria do mercado.

Em seu mercado doméstico dos Estados Unidos e Canadá, Endgame bateu recordes de final de semana de estreia de maior arrecadação, e arrecadação acumulada mais rápida de US$ 650 milhões. Ele também bateu vários recordes em um único dia e teve a maior abertura de lançamento até hoje.
| Recorde                                                                                           | Número                         | Detentor anterior do recorde                                  | Superado por                           | Notas |
| ------------------------------------------------------------------------------------------------- | ------------------------------ | ------------------------------------------------------------- | -------------------------------------- | --- |
| Mais rápido a faturar US$ 100 milhões                                                             | 17 horas                       | Star Wars: The Force Awakens – 21 horas                       | —                                      | Endgame arrecadou US$ 103 milhões naquela época. |
| Mais rápido a faturar US$ 150 milhões                                                             | 1 dia                          | Avengers: Infinity War – 2 dias                               | —                                      | Endgame arrecadou US$ 157 milhões naquela época. |
| Mais rápido a faturar US$ 200 milhões                                                             | 2 dias                         | Avengers: Infinity War – 3 dias                               | —                                      | Endgame arrecadou US$ 266 milhões naquela época. |
| Mais rápido a faturar US$ 250 milhões                                                             | 2 dias                         | Avengers: Infinity War – 3 dias                               | —                                      | Endgame arrecadou US$ 266 milhões naquela época. |
| Mais rápido a faturar US$ 300 milhões                                                             | 3 dias                         | Star Wars: The Force Awakens – 5 dias                         | —                                      | Endgame arrecadou US$ 357 milhões naquela época. |
| Mais rápido a faturar US$ 350 milhões                                                             | 3 dias                         | Star Wars: The Force Awakens – 6 dias                         | —                                      | Endgame arrecadou US$ 357 milhões naquela época. |
| Mais rápido a faturar US$ 400 milhões                                                             | 5 dias                         | Star Wars: The Force Awakens – 8 dias                         | —                                      | Endgame arrecadou US$ 427 milhões naquela época. |
| Mais rápido a faturar US$ 450 milhões                                                             | 6 dias                         | Star Wars: The Force Awakens – 9 dias                         | —                                      | Endgame arrecadou US$ 452 milhões naquela época. |
| Mais rápido a faturar US$ 500 milhões                                                             | 8 dias                         | Star Wars: The Force Awakens – 10 dias                        | —                                      | Endgame arrecadou US$ 514 milhões naquela época. |
| Mais rápido a faturar US$ 550 milhões                                                             | 9 dias                         | Star Wars: The Force Awakens – 11 dias                        | —                                      | Endgame arrecadou US$ 576 milhões naquela época. |
| Mais rápido a faturar US$ 600 milhões                                                             | 10 dias                        | Star Wars: The Force Awakens – 12 dias                        | —                                      | Endgame arrecadou US$ 621 milhões naquela época. |
| Mais rápido a faturar US$ 650 milhões                                                             | 13 dias                        | Star Wars: The Force Awakens – 14 dias                        | —                                      | Endgame arrecadou US$ 652 milhões naquela época. |
| Maior fim de semana de abertura                                                                   | US$ 357 milhões                | Avengers: Infinity War – US$ 257 milhões                      | —                                      | |
| Maior arrecadação bruta de fim de semana de abertura ajustada pela inflação                       | est. 39,6 milhões de ingressos | Star Wars: The Force Awakens – est. 28,5 milhões de ingressos | —                                      | |
| Maior média por cinema de fim de semana para um amplo lançamento                                  | US$ 76,6 mil                   | Star Wars: The Force Awakens – US$ 59,9 mil                   | —                                      | |
| Maior média por cinema de fim de semana para um amplo lançamento ajustada pela inflação           | est. 8 502 ingressos           | Return of the Jedi – est. 7 293 ingressos                     | —                                      | |
| Maior arrecadação bruta de semana de abertura                                                     | US$ 473 milhões                | Star Wars: The Force Awakens – US$ 390 milhões                | —                                      | |
| Maior arrecadação bruta em um único dia                                                           | US$ 157 milhões                | Star Wars: The Force Awakens – US$ 119 milhões                | —                                      | Na sexta-feira do dia 26 de abril de 2019. Para The Force Awakens, foi na sexta-feira do dia 18 de dezembro de 2015. |
| Maior arrecadação bruta de dia de abertura                                                        | US$ 157 milhões                | Star Wars: The Force Awakens – US$ 119 milhões                | —                                      | |
| Maior arrecadação bruta de sexta-feira                                                            | US$ 157 milhões                | Star Wars: The Force Awakens – US$ 119 milhões                | —                                      | |
| Maior arrecadação bruta de sábado                                                                 | US$ 109 milhões                | Avengers: Infinity War – US$ 82,1 milhões                     | —                                      | Em 27 de abril de 2019. Para Infinity War, foi em 28 de abril de 2018. |
| Maior arrecadação bruta de domingo                                                                | US$ 90,3 milhões               | Avengers: Infinity War – US$ 69,2 milhões                     | —                                      | Em 28 de abril de 2019. Para Infinity War, foi em 29 de abril de 2018. |
| Maior arrecadação de pré-estreia                                                                  | US$ 60 milhões                 | Star Wars: The Force Awakens – US$ 57 milhões                 | —                                      | |
| Maior arrecadação bruta de sexta-feira (ou seja, excluindo visualizações da quinta-feira)         | US$ 96,7 milhões               | Avengers: Infinity War – US$ 66,9 milhões                     | —                                      | |
| Abertura mais ampla                                                                               | 4 662 salas de cinemas         | Despicable Me 3 – 4 529 salas de cinemas                      | The Lion King – 4 725 salas de cinemas | |
| Lançamento mais amplo                                                                             | 4 662 salas de cinemas         | Despicable Me 3 – 4 535 salas de cinemas                      | The Lion King – 4 802 salas de cinemas | |
| Abertura mais ampla de um filme PG-13                                                             | 4 662 salas de cinemas         | Jurassic World: Fallen Kingdom – 4 475 salas de cinemas       | —                                      | |
| Lançamento mais amplo de um filme PG-13                                                           | 4 662 salas de cinemas         | Jurassic World: Fallen Kingdom – 4 485 salas de cinemas       | —                                      | |
| Filme número um de um único fim de semana agregado de maior bilheteria                            | US$ 401 milhões                | 18–20 de dezembro de 2015 – US$ 313 milhões                   | —                                      | O número representa a receita bruta combinada de todos os filmes nos cinemas no fim de semana de 26 a 28 de abril de 2019, dos quais Endgame arrecadou US$ 357 milhões (88,9%). Star Wars: The Force Awakens contribuiu com US$ 247 milhões (79,2%) para o recorde anterior. |
| Maior lacuna entre o primeiro e o segundo filmes de maior bilheteria em um fim de semana          | US$ 348 milhões                | Avengers: Infinity War – US$ 246 milhões                      | —                                      | O segundo filme de maior bilheteria entre 26 e 28 de abril de 2019 foi Captain Marvel. Para Infinity War (27 a 29 de abril de 2018), foi A Quiet Place. |
| Maior lacuna relativa entre o primeiro e o segundo filmes de maior bilheteria em um fim de semana | Arrecadação 43,0 vezes maior   | Avengers: Age of Ultron – Arrecadação 28,8 vezes maior        | —                                      | A estreia do segundo filme de maior bilheteria em 26–28 de abril de 2019 foi Captain Marvel. Para Age of Ultron (1 a 3 de maio de 2015), foi Furious 7. |
| Maior participação de mercado em um fim de semana                                                 | 89,7%                          | Avengers: Age of Ultron – 84,5%                               | —                                      | |

## Outros territórios
O filme se tornou a maior bilheteria em vários mercados da América do Sul e da Ásia. Também estabeleceu vários recordes de abertura em mais de 50 mercados em todos os seis continentes (sem contar a Antártida). Dados sobre números precisos, detentores de recordes anteriores e recordes superados são limitados devido à ausência de rastreadores de recordes de bilheteria para esses mercados.
| Recorde                                                  | Território             | Número                              | Detentor anterior do recorde                                    | Superado por | Notas |
| -------------------------------------------------------- | ---------------------- | ----------------------------------- | --------------------------------------------------------------- | ------------ | --- |
| Filme de maior bilheteria                                | Bolívia                | US$ 3,6 milhões                     | Avengers: Infinity War – US$ 3,1 milhões                        | —            | |
| Filme de maior bilheteria                                | Brasil                 | US$ 85,6 milhões                    | Avengers: Infinity War – US$ 66,6 milhões                       | —            | |
| Filme de maior bilheteria                                | Chile                  | US$ 18,8 milhões                    | Avengers: Infinity War – US$ 14,6 milhões                       | —            | |
| Filme de maior bilheteria                                | Equador                | —                                   | Avengers: Infinity War                                          | —            | |
| Filme de maior bilheteria                                | Hong Kong              | US$ 29,3 milhões                    | Avatar – US$ 22,9 milhões                                       | —            | |
| Filme de maior bilheteria                                | Peru                   | —                                   | Avengers: Infinity War                                          | —            | |
| Filme de maior bilheteria                                | Filipinas              | US$ 32,8 milhões                    | Avengers: Infinity War – US$ 23,3 milhões                       | —            | |
| Filme de maior bilheteria                                | Cingapura              | US$ 14,3 milhões                    | Avengers: Infinity War – US$ 12,1 milhões                       | —            | |
| Filme de maior bilheteria                                | Thailand               | US$ 27,0 milhões                    | —                                                               | —            | |
| Filme de maior bilheteria                                | Uruguai                | —                                   | —                                                               | —            | |
| Maior receita bruta de fim de semana de abertura         | Argentina              | US$ 6,8 milhões                     | The Fate of the Furious                                         | —            | Endgame bateu esse recorde em pelo menos 44 mercados.                                                                                                |
| Maior receita bruta de fim de semana de abertura         | Austrália              | US$ 30,8 milhões                    | Star Wars: The Force Awakens – US$ 19,6 milhões                 | —            | Endgame bateu esse recorde em pelo menos 44 mercados.                                                                                                |
| Maior receita bruta de fim de semana de abertura         | Áustria                | US$ 3,5 milhões                     | Star Wars: The Force Awakens – US$ 1,9 milhão                   | —            | Endgame bateu esse recorde em pelo menos 44 mercados.                                                                                                |
| Maior receita bruta de fim de semana de abertura         | Bahrain                | —                                   | —                                                               | —            | Endgame bateu esse recorde em pelo menos 44 mercados.                                                                                                |
| Maior receita bruta de fim de semana de abertura         | Bangladesh             | Taka ৳30 milhões                    | —                                                               | —            | Endgame bateu esse recorde em pelo menos 44 mercados.                                                                                                |
| Maior receita bruta de fim de semana de abertura         | Bélgica                | US$ 3,1 milhões                     | The Twilight Saga: Breaking Dawn – Part 2 – US$ 2,9 milhões     | —            | Endgame bateu esse recorde em pelo menos 44 mercados.                                                                                                |
| Maior receita bruta de fim de semana de abertura         | Bolívia                | US$ 1,1 milhão                      | Avengers: Infinity War – US$ 913 mil                            | —            | Endgame bateu esse recorde em pelo menos 44 mercados.                                                                                                |
| Maior receita bruta de fim de semana de abertura         | Bósnia e Herzegovina   | —                                   | —                                                               | —            | Endgame bateu esse recorde em pelo menos 44 mercados.                                                                                                |
| Maior receita bruta de fim de semana de abertura         | Brasil                 | US$ 26,3 milhões                    | Avengers: Infinity War – US$ 19,0 milhões                       | —            | Endgame bateu esse recorde em pelo menos 44 mercados.                                                                                                |
| Maior receita bruta de fim de semana de abertura         | América Central        | —                                   | Avengers: Infinity War                                          | —            | Endgame bateu esse recorde em pelo menos 44 mercados.                                                                                                |
| Maior receita bruta de fim de semana de abertura         | Chile                  | US$ 6,5 milhões                     | Avengers: Infinity War – US$ 4,5 milhões                        | —            | Endgame bateu esse recorde em pelo menos 44 mercados.                                                                                                |
| Maior receita bruta de fim de semana de abertura         | China                  | CN¥ 2,22 bilhões (US$ 330 milhões)  | The Wandering Earth – CN¥ 2,02 bilhões (US$ 300 milhões)        | —            | Endgame bateu esse recorde em pelo menos 44 mercados.                                                                                                |
| Maior receita bruta de fim de semana de abertura         | Colombia               | US$ 6,1 milhões                     | The Fate of the Furious – US$ 4,7 milhões                       | —            | Endgame bateu esse recorde em pelo menos 44 mercados.                                                                                                |
| Maior receita bruta de fim de semana de abertura         | Croácia                | US$ 545 mil                         | Star Wars: The Force Awakens                                    | —            | Endgame bateu esse recorde em pelo menos 44 mercados.                                                                                                |
| Maior receita bruta de fim de semana de abertura         | República Checa        | US$ 2,5 milhões                     | Star Wars: The Force Awakens – US$ 1,5 milhão                   | —            | Endgame bateu esse recorde em pelo menos 44 mercados.                                                                                                |
| Maior receita bruta de fim de semana de abertura         | Dinamarca              | US$ 4,2 milhões                     | Star Wars: The Force Awakens                                    | —            | Endgame bateu esse recorde em pelo menos 44 mercados.                                                                                                |
| Maior receita bruta de fim de semana de abertura         | África Oriental        | —                                   | Black Panther                                                   | —            | Endgame bateu esse recorde em pelo menos 44 mercados.                                                                                                |
| Maior receita bruta de fim de semana de abertura         | Equador                | —                                   | Avengers: Infinity War                                          | —            | Endgame bateu esse recorde em pelo menos 44 mercados.                                                                                                |
| Maior receita bruta de fim de semana de abertura         | Egito                  | —                                   | The Fate of the Furious                                         | —            | Endgame bateu esse recorde em pelo menos 44 mercados.                                                                                                |
| Maior receita bruta de fim de semana de abertura         | Hong Kong              | US$ 12,6 milhões                    | Avengers: Infinity War – US$ 8,0 milhões                        | —            | Endgame bateu esse recorde em pelo menos 44 mercados.                                                                                                |
| Maior receita bruta de fim de semana de abertura         | Hungria                | US$ 1,8 milhão                      | Star Wars: The Last Jedi – US$ 1,5 milhão                       | —            | Endgame bateu esse recorde em pelo menos 44 mercados.                                                                                                |
| Maior receita bruta de fim de semana de abertura         | Islândia               | US$ 210 mil                         | —                                                               | —            | Endgame bateu esse recorde em pelo menos 44 mercados.                                                                                                |
| Maior receita bruta de fim de semana de abertura         | Irlanda                | € 4,4 milhões                       | Beauty and the Beast                                            | —            | Endgame bateu esse recorde em pelo menos 44 mercados.                                                                                                |
| Maior receita bruta de fim de semana de abertura         | Indonésia              | US$ 15,4 milhões                    | Avengers: Infinity War – US$ 11,4 milhões                       | —            | Endgame bateu esse recorde em pelo menos 44 mercados.                                                                                                |
| Maior receita bruta de fim de semana de abertura         | Jordânia               | —                                   | —                                                               | —            | Endgame bateu esse recorde em pelo menos 44 mercados.                                                                                                |
| Maior receita bruta de fim de semana de abertura         | Malásia                | US$ 10,0 milhões                    | Avengers: Infinity War – US$ 8,3 milhões                        | —            | Endgame bateu esse recorde em pelo menos 44 mercados.                                                                                                |
| Maior receita bruta de fim de semana de abertura         | México                 | US$ 31,9 milhões                    | Avengers: Infinity War – US$ 25,3 milhões                       | —            | Endgame bateu esse recorde em pelo menos 44 mercados.                                                                                                |
| Maior receita bruta de fim de semana de abertura         | Oriente Médio          | —                                   | The Fate of the Furious                                         | —            | Endgame bateu esse recorde em pelo menos 44 mercados.                                                                                                |
| Maior receita bruta de fim de semana de abertura         | Países Baixos          | US$ 5,9 milhões                     | Harry Potter and the Deathly Hallows – Part 2 – US$ 3,8 milhões | —            | Endgame bateu esse recorde em pelo menos 44 mercados.                                                                                                |
| Maior receita bruta de fim de semana de abertura         | Nova Zelândia          | US$ 4,0 milhões                     | Star Wars: The Force Awakens – US$ 3,0 milhões                  | —            | Endgame bateu esse recorde em pelo menos 44 mercados.                                                                                                |
| Maior receita bruta de fim de semana de abertura         | Noruega                | US$ 2,5 milhões                     | Star Wars: The Force Awakens                                    | —            | Endgame bateu esse recorde em pelo menos 44 mercados.                                                                                                |
| Maior receita bruta de fim de semana de abertura         | Paquistão              | ₨14,5 crore                         | Sultan – ₨11,25 crore                                           | —            | Endgame bateu esse recorde em pelo menos 44 mercados.                                                                                                |
| Maior receita bruta de fim de semana de abertura         | Paraguai               | US$ 624 mil                         | The Fate of the Furious                                         | —            | Endgame bateu esse recorde em pelo menos 44 mercados.                                                                                                |
| Maior receita bruta de fim de semana de abertura         | Peru                   | —                                   | Avengers: Infinity War                                          | —            | Endgame bateu esse recorde em pelo menos 44 mercados.                                                                                                |
| Maior receita bruta de fim de semana de abertura         | Filipinas              | US$ 17,9 milhões                    | Avengers: Infinity War – $12.5 million                          | —            | Endgame bateu esse recorde em pelo menos 44 mercados.                                                                                                |
| Maior receita bruta de fim de semana de abertura         | Catar                  | —                                   | —                                                               | —            | Endgame bateu esse recorde em pelo menos 44 mercados.                                                                                                |
| Maior receita bruta de fim de semana de abertura         | Arábia Saudita         | —                                   | —                                                               | —            | Endgame bateu esse recorde em pelo menos 44 mercados.                                                                                                |
| Maior receita bruta de fim de semana de abertura         | Sérvia                 | US$ 410 mil                         | Star Wars: The Force Awakens                                    | —            | Endgame bateu esse recorde em pelo menos 44 mercados.                                                                                                |
| Maior receita bruta de fim de semana de abertura         | Cingapura              | US$ 5,5 milhões                     | —                                                               | —            | Endgame bateu esse recorde em pelo menos 44 mercados.                                                                                                |
| Maior receita bruta de fim de semana de abertura         | Eslováquia             | US$ 847 mil                         | Fifty Shades of Grey – US$ 621 mil                              | —            | Endgame bateu esse recorde em pelo menos 44 mercados.                                                                                                |
| Maior receita bruta de fim de semana de abertura         | Eslovênia              | US$ 237 mil                         | Fifty Shades of Grey                                            | —            | Endgame bateu esse recorde em pelo menos 44 mercados.                                                                                                |
| Maior receita bruta de fim de semana de abertura         | África do Sul          | US$ 2,3 milhões                     | Avengers: Infinity War – US$ 2,0 milhões                        | —            | Endgame bateu esse recorde em pelo menos 44 mercados.                                                                                                |
| Maior receita bruta de fim de semana de abertura         | Coreia do Sul          | US$ 46,9 milhões                    | Avengers: Infinity War – US$ 39,1 milhões                       | —            | Endgame bateu esse recorde em pelo menos 44 mercados.                                                                                                |
| Maior receita bruta de fim de semana de abertura         | Espanha                | US$ 13,3 milhões                    | —                                                               | —            | Endgame bateu esse recorde em pelo menos 44 mercados.                                                                                                |
| Maior receita bruta de fim de semana de abertura         | Síria                  | —                                   | —                                                               | —            | Endgame bateu esse recorde em pelo menos 44 mercados.                                                                                                |
| Maior receita bruta de fim de semana de abertura         | Taiwan                 | US$ 12,8 milhões                    | Iron Man 3                                                      | —            | Endgame bateu esse recorde em pelo menos 44 mercados.                                                                                                |
| Maior receita bruta de fim de semana de abertura         | Tailândia              | US$ 14,1 milhões                    | Avengers: Infinity War – US$ 9,9 milhões                        | —            | Endgame bateu esse recorde em pelo menos 44 mercados.                                                                                                |
| Maior receita bruta de fim de semana de abertura         | Trinidad               | —                                   | Black Panther – US$ 700 mil                                     | —            | Endgame bateu esse recorde em pelo menos 44 mercados.                                                                                                |
| Maior receita bruta de fim de semana de abertura         | Ucrânia                | US$ 1,9 milhão                      | Star Wars: The Force Awakens – US$ 1,1 milhão                   | —            | Endgame bateu esse recorde em pelo menos 44 mercados.                                                                                                |
| Maior receita bruta de fim de semana de abertura         | Emirados Árabes Unidos | US$ 5,9 milhões                     | Avengers: Infinity War                                          | —            | Endgame bateu esse recorde em pelo menos 44 mercados.                                                                                                |
| Maior receita bruta de fim de semana de abertura         | Reino Unido            | £ 43,4 milhões                      | Spectre – £ 41,3 milhões                                        | —            | Endgame bateu esse recorde em pelo menos 44 mercados.                                                                                                |
| Maior receita bruta de fim de semana de abertura         | Uruguai                | US$ 594 mil                         | The Fate of the Furious – US$ 590 mil                           | —            | Endgame bateu esse recorde em pelo menos 44 mercados.                                                                                                |
| Maior receita bruta de fim de semana de abertura         | Vietnã                 | ₫112,4 bilhões                      | Kong: Skull Island – ₫59,27 bilhões                             | —            | Endgame bateu esse recorde em pelo menos 44 mercados.                                                                                                |
| Maior receita bruta de fim de semana de abertura         | África Ocidental       | —                                   | Black Panther                                                   | —            | Endgame bateu esse recorde em pelo menos 44 mercados.                                                                                                |
| Maior receita bruta de dia de abertura                   | Argentina              | —                                   | —                                                               | —            | |
| Maior receita bruta de dia de abertura                   | Austrália              | US$ 7 milhões                       | Star Wars: The Force Awakens – US$ 6,8 milhões                  | —            | |
| Maior receita bruta de dia de abertura                   | Bolívia                | —                                   | Avengers: Infinity War                                          | —            | |
| Maior receita bruta de dia de abertura                   | Bósnia e Herzegovina   | —                                   | Star Wars: The Last Jedi                                        | —            | |
| Maior receita bruta de dia de abertura                   | Brasil                 | US$ 7 milhões                       | Avengers: Infinity War – US$ 4,8 milhões                        | —            | |
| Maior receita bruta de dia de abertura                   | América Central        | —                                   | Avengers: Infinity War                                          | —            | |
| Maior receita bruta de dia de abertura                   | Chile                  | —                                   | Avengers: Infinity War                                          | —            | |
| Maior receita bruta de dia de abertura                   | China                  | CN¥ 719 milhões (US$ 107,2 milhões) | Monster Hunt 2 – CN¥ 547 milhões                                | —            | Inclui visualizações de pré-estreia. Também foi o maior valor bruto em um único dia, excluindo as pré-estreias – CN¥ 550 milhões (US$ 81,7 milhões). |
| Maior receita bruta de dia de abertura                   | Colômbia               | —                                   | —                                                               | —            | |
| Maior receita bruta de dia de abertura                   | República Checa        | —                                   | —                                                               | —            | |
| Maior receita bruta de dia de abertura                   | África Oriental        | —                                   | —                                                               | —            | |
| Maior receita bruta de dia de abertura                   | Equador                | —                                   | —                                                               | —            | |
| Maior receita bruta de dia de abertura                   | Egito                  | —                                   | —                                                               | —            | |
| Maior receita bruta de dia de abertura                   | Grécia                 | —                                   | —                                                               | —            | |
| Maior receita bruta de dia de abertura                   | Hong Kong              | US$ 2,7 milhões                     | Avengers: Infinity War – US$ 1,4 milhões                        | —            | |
| Maior receita bruta de dia de abertura                   | Hungria                | —                                   | Star Wars: The Last Jedi                                        | —            | |
| Maior receita bruta de dia de abertura                   | Indonésia              | US$ 2,5 milhões                     | Avengers: Infinity War – US$ 1,8 milhão                         | —            | |
| Maior receita bruta de dia de abertura                   | Coreia                 | —                                   | —                                                               | —            | |
| Maior receita bruta de dia de abertura                   | Malásia                | US$ 2 milhões                       | Avengers: Infinity War – US$ 1,5 milhão                         | —            | |
| Maior receita bruta de dia de abertura                   | México                 | US$ 12,5 milhões                    | —                                                               | —            | |
| Maior receita bruta de dia de abertura                   | Países Baixos          | —                                   | Star Wars: The Last Jedi                                        | —            | |
| Maior receita bruta de dia de abertura                   | Nova Zelândia          | —                                   | Star Wars: The Force Awakens                                    | —            | |
| Maior receita bruta de dia de abertura                   | Paquistão              | ₨4,55 crore                         | Sultan – ₨3,42 crore                                            | —            | |
| Maior receita bruta de dia de abertura                   | Panamá                 | —                                   | Jurassic World                                                  | —            | |
| Maior receita bruta de dia de abertura                   | Paraguai               | —                                   | —                                                               | —            | |
| Maior receita bruta de dia de abertura                   | Peru                   | —                                   | Avengers: Infinity War                                          | —            | |
| Maior receita bruta de dia de abertura                   | Filipinas              | ₱205 milhões (US$ 3,9 milhões)      | Avengers: Infinity War – US$ 2,7 milhões                        | —            | |
| Maior receita bruta de dia de abertura                   | Portugal               | —                                   | —                                                               | —            | |
| Maior receita bruta de dia de abertura                   | Rússia                 | US$ 7,8 milhões                     | Avengers: Infinity War – US$ 4,9 milhões                        | —            | |
| Maior receita bruta de dia de abertura                   | Cingapura              | US$ 7,5 milhões                     | Avengers: Infinity War – US$ 6,1 milhões                        | —            | |
| Maior receita bruta de dia de abertura                   | Eslováquia             | —                                   | Star Wars: The Force Awakens                                    | —            | |
| Maior receita bruta de dia de abertura                   | África do Sul          | —                                   | —                                                               | —            | |
| Maior receita bruta de dia de abertura                   | Espanha                | —                                   | Star Wars: The Last Jedi                                        | —            | |
| Maior receita bruta de dia de abertura                   | Taiwan                 | US$ 2,6 milhões                     | —                                                               | —            | |
| Maior receita bruta de dia de abertura                   | Tailândia              | US$ 2,4 milhões                     | Avengers: Infinity War – US$ 1,8 milhão                         | —            | |
| Maior receita bruta de dia de abertura                   | Trinidad               | —                                   | —                                                               | —            | |
| Maior receita bruta de dia de abertura                   | Turquia                | ₺6.0 million                        | Arif V 216 – ₺5,0 milhões                                       | —            | |
| Maior receita bruta de dia de abertura                   | Ucrânia                | —                                   | Star Wars: The Force Awakens                                    | —            | |
| Maior receita bruta de dia de abertura                   | Reino Unido            | US$ 15,3 milhões                    | Star Wars: The Force Awakens – US$ 14,3 milhões                 | —            | |
| Maior receita bruta de dia de abertura                   | Uruguai                | —                                   | —                                                               | —            | |
| Maior receita bruta de dia de abertura                   | Vietnã                 | ₫30,7 bilhões                       | Captain Marvel – ₫19,5 bilhões                                  | —            | |
| Maior receita bruta de dia de abertura                   | África Ocidental       | —                                   | —                                                               | —            | |
| Maior arrecadação bruta de IMAX                          | Argentina              | —                                   | —                                                               | —            | Endgame estabeleceu esse recorde em pelo menos 25 mercados.                                                                                          |
| Maior arrecadação bruta de IMAX                          | Bélgica                | —                                   | —                                                               | —            | Endgame estabeleceu esse recorde em pelo menos 25 mercados.                                                                                          |
| Maior arrecadação bruta de IMAX                          | China                  | US$ 81,2 milhões                    | Avengers: Infinity War                                          | —            | Endgame estabeleceu esse recorde em pelo menos 25 mercados.                                                                                          |
| Maior arrecadação bruta de IMAX                          | Índia                  | —                                   | —                                                               | —            | Endgame estabeleceu esse recorde em pelo menos 25 mercados.                                                                                          |
| Maior arrecadação bruta de IMAX                          | Itália                 | —                                   | —                                                               | —            | Endgame estabeleceu esse recorde em pelo menos 25 mercados.                                                                                          |
| Maior arrecadação bruta de IMAX                          | México                 | —                                   | —                                                               | —            | Endgame estabeleceu esse recorde em pelo menos 25 mercados.                                                                                          |
| Maior receita bruta de fim de semana de abertura de IMAX | Argentina              | —                                   | The Fate of the Furious                                         | —            | Endgame estabeleceu esse recorde em 50 mercados. |
| Maior receita bruta de fim de semana de abertura de IMAX | Áustria                | —                                   | Star Wars: The Force Awakens                                    | —            | Endgame estabeleceu esse recorde em 50 mercados. |
| Maior receita bruta de fim de semana de abertura de IMAX | Bahrein                | —                                   | Star Wars: The Force Awakens                                    | —            | Endgame estabeleceu esse recorde em 50 mercados. |
| Maior receita bruta de fim de semana de abertura de IMAX | Bélgica                | —                                   | Star Wars: The Last Jedi                                        | —            | Endgame estabeleceu esse recorde em 50 mercados. |
| Maior receita bruta de fim de semana de abertura de IMAX | Brasil                 | —                                   | Avengers: Infinity War                                          | —            | Endgame estabeleceu esse recorde em 50 mercados. |
| Maior receita bruta de fim de semana de abertura de IMAX | Bulgária               | —                                   | Star Wars: The Force Awakens                                    | —            | Endgame estabeleceu esse recorde em 50 mercados. |
| Maior receita bruta de fim de semana de abertura de IMAX | Camboja                | —                                   | —                                                               | —            | Endgame estabeleceu esse recorde em 50 mercados. |
| Maior receita bruta de fim de semana de abertura de IMAX | Chile                  | —                                   | Star Wars: The Force Awakens                                    | —            | Endgame estabeleceu esse recorde em 50 mercados. |
| Maior receita bruta de fim de semana de abertura de IMAX | China                  | US$ 42,4 milhões                    | Avengers: Infinity War – US$ 20,3 milhões                       | —            | Endgame estabeleceu esse recorde em 50 mercados. |
| Maior receita bruta de fim de semana de abertura de IMAX | Colômbia               | —                                   | —                                                               | —            | Endgame estabeleceu esse recorde em 50 mercados. |
| Maior receita bruta de fim de semana de abertura de IMAX | Costa Rica             | —                                   | Star Wars: The Force Awakens                                    | —            | Endgame estabeleceu esse recorde em 50 mercados. |
| Maior receita bruta de fim de semana de abertura de IMAX | República Checa        | —                                   | —                                                               | —            | Endgame estabeleceu esse recorde em 50 mercados. |
| Maior receita bruta de fim de semana de abertura de IMAX | República Dominicana   | —                                   | —                                                               | —            | Endgame estabeleceu esse recorde em 50 mercados. |
| Maior receita bruta de fim de semana de abertura de IMAX | Equador                | —                                   | —                                                               | —            | Endgame estabeleceu esse recorde em 50 mercados. |
| Maior receita bruta de fim de semana de abertura de IMAX | Finlândia              | —                                   | —                                                               | —            | Endgame estabeleceu esse recorde em 50 mercados. |
| Maior receita bruta de fim de semana de abertura de IMAX | França                 | —                                   | Star Wars: The Last Jedi                                        | —            | Endgame estabeleceu esse recorde em 50 mercados. |
| Maior receita bruta de fim de semana de abertura de IMAX | Alemanha               | —                                   | Captain Marvel                                                  | —            | Endgame estabeleceu esse recorde em 50 mercados. |
| Maior receita bruta de fim de semana de abertura de IMAX | Grécia                 | —                                   | —                                                               | —            | Endgame estabeleceu esse recorde em 50 mercados. |
| Maior receita bruta de fim de semana de abertura de IMAX | Guatemala              | —                                   | —                                                               | —            | Endgame estabeleceu esse recorde em 50 mercados. |
| Maior receita bruta de fim de semana de abertura de IMAX | Hong Kong              | —                                   | —                                                               | —            | Endgame estabeleceu esse recorde em 50 mercados. |
| Maior receita bruta de fim de semana de abertura de IMAX | Índia                  | —                                   | Captain Marvel                                                  | —            | Endgame estabeleceu esse recorde em 50 mercados. |
| Maior receita bruta de fim de semana de abertura de IMAX | Israel                 | —                                   | Star Wars: The Force Awakens                                    | —            | Endgame estabeleceu esse recorde em 50 mercados. |
| Maior receita bruta de fim de semana de abertura de IMAX | Itália                 | —                                   | Avengers: Infinity War                                          | —            | Endgame estabeleceu esse recorde em 50 mercados. |
| Maior receita bruta de fim de semana de abertura de IMAX | Japão                  | —                                   | Star Wars: The Last Jedi                                        | —            | Endgame estabeleceu esse recorde em 50 mercados. |
| Maior receita bruta de fim de semana de abertura de IMAX | Letônia                | —                                   | —                                                               | —            | Endgame estabeleceu esse recorde em 50 mercados. |
| Maior receita bruta de fim de semana de abertura de IMAX | Líbano                 | —                                   | —                                                               | —            | Endgame estabeleceu esse recorde em 50 mercados. |
| Maior receita bruta de fim de semana de abertura de IMAX | Malásia                | —                                   | —                                                               | —            | Endgame estabeleceu esse recorde em 50 mercados. |
| Maior receita bruta de fim de semana de abertura de IMAX | México                 | —                                   | Avengers: Infinity War                                          | —            | Endgame estabeleceu esse recorde em 50 mercados. |
| Maior receita bruta de fim de semana de abertura de IMAX | Mongólia               | —                                   | —                                                               | —            | Endgame estabeleceu esse recorde em 50 mercados. |
| Maior receita bruta de fim de semana de abertura de IMAX | Nova Zelândia          | —                                   | Star Wars: The Force Awakens                                    | —            | Endgame estabeleceu esse recorde em 50 mercados. |
| Maior receita bruta de fim de semana de abertura de IMAX | Nigéria                | —                                   | —                                                               | —            | Endgame estabeleceu esse recorde em 50 mercados. |
| Maior receita bruta de fim de semana de abertura de IMAX | Noruega                | —                                   | —                                                               | —            | Endgame estabeleceu esse recorde em 50 mercados. |
| Maior receita bruta de fim de semana de abertura de IMAX | Omã                    | —                                   | —                                                               | —            | Endgame estabeleceu esse recorde em 50 mercados. |
| Maior receita bruta de fim de semana de abertura de IMAX | Paquistão              | —                                   | —                                                               | —            | Endgame estabeleceu esse recorde em 50 mercados. |
| Maior receita bruta de fim de semana de abertura de IMAX | Panamá                 | —                                   | —                                                               | —            | Endgame estabeleceu esse recorde em 50 mercados. |
| Maior receita bruta de fim de semana de abertura de IMAX | Filipinas              | —                                   | —                                                               | —            | Endgame estabeleceu esse recorde em 50 mercados. |
| Maior receita bruta de fim de semana de abertura de IMAX | Portugal               | —                                   | Star Wars: The Force Awakens                                    | —            | Endgame estabeleceu esse recorde em 50 mercados. |
| Maior receita bruta de fim de semana de abertura de IMAX | Porto Rico             | —                                   | Captain Marvel                                                  | —            | Endgame estabeleceu esse recorde em 50 mercados. |
| Maior receita bruta de fim de semana de abertura de IMAX | Catar                  | —                                   | —                                                               | —            | Endgame estabeleceu esse recorde em 50 mercados. |
| Maior receita bruta de fim de semana de abertura de IMAX | Arábia Saudita         | —                                   | —                                                               | —            | Endgame estabeleceu esse recorde em 50 mercados. |
| Maior receita bruta de fim de semana de abertura de IMAX | Cingapura              | —                                   | Star Wars: The Force Awakens                                    | —            | Endgame estabeleceu esse recorde em 50 mercados. |
| Maior receita bruta de fim de semana de abertura de IMAX | Eslováquia             | —                                   | —                                                               | —            | Endgame estabeleceu esse recorde em 50 mercados. |
| Maior receita bruta de fim de semana de abertura de IMAX | África do Sul          | —                                   | Star Wars: The Force Awakens                                    | —            | Endgame estabeleceu esse recorde em 50 mercados. |
| Maior receita bruta de fim de semana de abertura de IMAX | Suíça                  | —                                   | Star Wars: The Force Awakens                                    | —            | Endgame estabeleceu esse recorde em 50 mercados. |
| Maior receita bruta de fim de semana de abertura de IMAX | Taiwan                 | —                                   | —                                                               | —            | Endgame estabeleceu esse recorde em 50 mercados. |
| Maior receita bruta de fim de semana de abertura de IMAX | Tailândia              | —                                   | —                                                               | —            | Endgame estabeleceu esse recorde em 50 mercados. |
| Maior receita bruta de fim de semana de abertura de IMAX | Turquia                | —                                   | Star Wars: The Force Awakens                                    | —            | Endgame estabeleceu esse recorde em 50 mercados. |
| Maior receita bruta de fim de semana de abertura de IMAX | Ucrânia                | —                                   | Captain Marvel                                                  | —            | Endgame estabeleceu esse recorde em 50 mercados. |
| Maior receita bruta de fim de semana de abertura de IMAX | Emirados Árabes Unidos | —                                   | Avengers: Infinity War                                          | —            | Endgame estabeleceu esse recorde em 50 mercados. |
| Maior receita bruta de fim de semana de abertura de IMAX | Vietnã                 | —                                   | —                                                               | —            | Endgame estabeleceu esse recorde em 50 mercados. |
| Maior receita bruta de dia de abertura de IMAX           | Argentina              | —                                   | —                                                               | —            | |
| Maior receita bruta de dia de abertura de IMAX           | Brasil                 | —                                   | Star Wars: The Force Awakens                                    | —            | |
| Maior receita bruta de dia de abertura de IMAX           | China                  | CN¥ 93 milhões (US$ 13,8 milhões)   | Avengers: Infinity War                                          | —            | |
| Maior receita bruta de dia de abertura de IMAX           | França                 | —                                   | —                                                               | —            | |
| Maior receita bruta de dia de abertura de IMAX           | Alemanha               | —                                   | Star Wars: The Force Awakens                                    | —            | |
| Maior receita bruta de dia de abertura de IMAX           | Índia                  | —                                   | —                                                               | —            | |
| Maior receita bruta de dia de abertura de IMAX           | Itália                 | —                                   | —                                                               | —            | |
| Maior receita bruta de dia de abertura de IMAX           | Japão                  | —                                   | —                                                               | —            | |
| Maior receita bruta de dia de abertura de IMAX           | México                 | —                                   | Star Wars: The Force Awakens                                    | —            | |
| Maior receita bruta de dia de abertura de IMAX           | Taiwan                 | —                                   | —                                                               | —            | |
| Maior receita bruta de dia de abertura de IMAX           | Emirados Árabes Unidos | —                                   | Star Wars: The Force Awakens                                    | —            | |
| Maior receita bruta de pré-estreia de meia-noite         | China                  | CN¥ 189 milhões (US$ 28,2 milhões)  | The Fate of the Furious – US$ 9,1 milhões                       | —            | |
| Maior receita bruta de pré-vendas                        | China                  | US$ 110 milhões                     | Monster Hunt 2 – US$ 59,6 milhões                               | —            | |